# Neusballonkopje
Het neusballonkopje (Pelecopsis parallela) is een spinnensoort in de taxonomische indeling van de hangmatspinnen (Linyphiidae).
Het dier komt uit het geslacht Pelecopsis. Pelecopsis parallela werd in 1834 beschreven door Wider.